# اندیس غرب کلاته چنار
غرب کلاته چنار یک اندیس فلزی است که در حوالی شهر سلطان آباد  استان خراسان قرار دارد و مادهٔ معدنی موجود در آن، مس است.سنگ میزبان این اندیس پریدوتیت است  در این اندیس، پاراژنز‌های مگنتیت، کرومیت پنلاندیت یافت می‌شوند.